# Prezident Moldavska
Prezident Moldavské republiky (rumunsky Președintele Republicii Moldova) je hlavou státu Moldavska. Současnou prezidentkou je Maia Sanduová, která nastoupila do funkce 24. prosince 2020.

## Povinnosti a funkce
Úřad prezidenta je v Moldavsku převážně ceremoniální, většinu formální politické moci vykonává parlament a předseda vlády. Protože však prezident zastupuje Moldavsko na mezinárodní úrovni, má vliv na vztahy země s ostatními zeměmi. Kromě toho může prezident ovlivňovat veřejnou politiku tím, že využívá svého vysokého postavení k iniciování a účasti na veřejné diskusi.
Jako komunikační služba mezi vládou a prezidentem slouží soubor organizačních orgánů souhrnně označovaných jako prezidentská administrativa, jejíž členy jmenuje prezident. Jeden z úřadů administrativy, Nejvyšší bezpečnostní rada, radí prezidentovi v oblasti zahraniční politiky.

## Volby
Prezident je volen ve dvoukolové přímé volbě, přičemž pokud žádný z kandidátů nezíská v prvním kole většinu, koná se druhé kolo mezi dvěma nejlepšími. Tento systém byl zaveden při přijetí moldavské ústavy v roce 1994.
V roce 2000 byla ústava změněna a proces byl změněn na nepřímou volbu moldavským parlamentem, přičemž je zapotřebí nadpoloviční většiny 61 hlasů. Dne 4. března 2016 Ústavní soud rozhodl, že tato změna je protiústavní, a Moldavsko se následně vrátilo k volbě prezidenta prostřednictvím lidového hlasování.
Jedno prezidentské období trvá čtyři roky; prezident může vykonávat funkci maximálně dvě volební období. Před změnami z roku 2000 trvalo prezidentské období pět let.

## Ústavní pozice
Podle článku 77 moldavské ústavy (1994) je prezident Moldavské republiky hlavou státu, zastupuje stát a je garantem národní suverenity, nezávislosti a jednoty a územní celistvosti národa.

### Úřadující prezident
Úřadující prezident Moldavské republiky (rumunsky Președinte interimar al Republicii Moldova) je osoba, která plní povinnosti prezidenta Moldavska v případě jeho nezpůsobilosti a uvolnění. Jedná se o dočasnou funkci stanovenou moldavskou ústavou.
Podle článku 91 Ústavy Moldavska (1994):
| „ | Uvolní-li se úřad prezidenta Moldavské republiky nebo byl-li prezident dočasně zproštěn výkonu funkce nebo ocitne-li se v dočasné nemožnosti vykonávat své povinnosti, přechází odpovědnost za výkon funkce ad interim na předsedu parlamentu nebo předsedu vlády, a to v tomto pořadí. | “ |

### Pozastavení výkonu funkce
Podle článku 89 moldavské ústavy (1994):
- (1) Úřad prezidenta Moldavské republiky se může uvolnit v důsledku uplynutí prezidentského mandátu, odstoupení z funkce, odvolání z funkce, definitivní nemožnosti vykonávat funkci nebo úmrtí.
- (2) Žádost o odvolání prezidenta Moldavské republiky z funkce bude předložena Parlamentu, který o ní rozhodne.
- (3) Do tří měsíců ode dne, kdy byl prezidentský úřad prohlášen za uvolněný, se v souladu se zákonem uskuteční volba nového prezidenta.

### Volné místo
Podle článku 90 moldavské ústavy (1994):
- (1) Úřad prezidenta Moldavské republiky se může uvolnit v důsledku uplynutí prezidentského mandátu, odstoupení z funkce, odvolání z funkce, definitivní nemožnosti vykonávat funkci nebo úmrtí.
- (2) Žádost o odvolání prezidenta Moldavské republiky z funkce se podává v Parlamentu, který o ní rozhodne.
- (3) Do tří měsíců ode dne, kdy byl prezidentský úřad prohlášen za uvolněný, se v souladu se zákonem uskuteční volby nového prezidenta.

### Vlajka
Prezidentská standarta (rumunsky Stindardul Preşedintelui) se skládá z moldavského státního znaku na fialovém pozadí a okraje složeného ze čtverců o velikosti 1/9 v národních barvách republiky. Předpis standarty prezidenta je schválen dekretem prezidenta se stanoviskem Národní heraldické komise. Originál standarty prezidenta se předává prezidentovi při slavnostní inauguraci a je uložen v jeho kanceláři. Duplikáty a kopie standarty jsou vystaveny v Prezidentském paláci nebo v jiných sídlech prezidenta po dobu jejich pobytu v těchto prostorách.

### Kapela a hudba
Oficiálním prezidentským pochodem je Marș de Întîmpinare "La Mulți ani" (Pomalý pochod "Na mnoho let"), který se používá při příjezdu prezidenta při zvláštních příležitostech, podobně jako Hail to the Chief u prezidenta Spojených států amerických. Prezidentská kapela Moldavské republiky je hlavní vojenskou kapelou ozbrojených sil Moldavské republiky a slouží zejména prezidentovi při všech státních funkcích. Kapela vystupuje při uvítacích ceremoniálech zahraničních představitelů na státních návštěvách, vojenských přehlídkách a při akreditaci velvyslanců.

## Kancelář prezidenta
- Lilia Tonuová – zástupkyně generálního tajemníka
- Adrian Băluțel – vedoucí personálu
- Veaceslav Negruța – ekonomický poradce
- Stanislav Secrieru – poradce pro obranu a národní bezpečnost; tajemník Nejvyšší bezpečnostní rady
- Cristina Gherasimovová – poradkyně pro zahraniční politiku a evropskou integraci
- Stella Jantuanová – poradkyně pro politické otázky, vztahy s veřejnými orgány a občanskou společností
- Iuliana Cantaragiuová – poradkyně pro ochranu životního prostředí a změnu klimatu
- Valentina Chicuová – poradkyně pro vzdělávání a výzkum
- Angela Brașoveanu Erizanuová – poradkyně pro kulturu
- Elena Druțăová – poradkyně pro vztahy s diasporou
- Irina Gotișan-Sotnicová – tisková tajemnice a poradkyně pro komunikaci s veřejností

## Rezidence

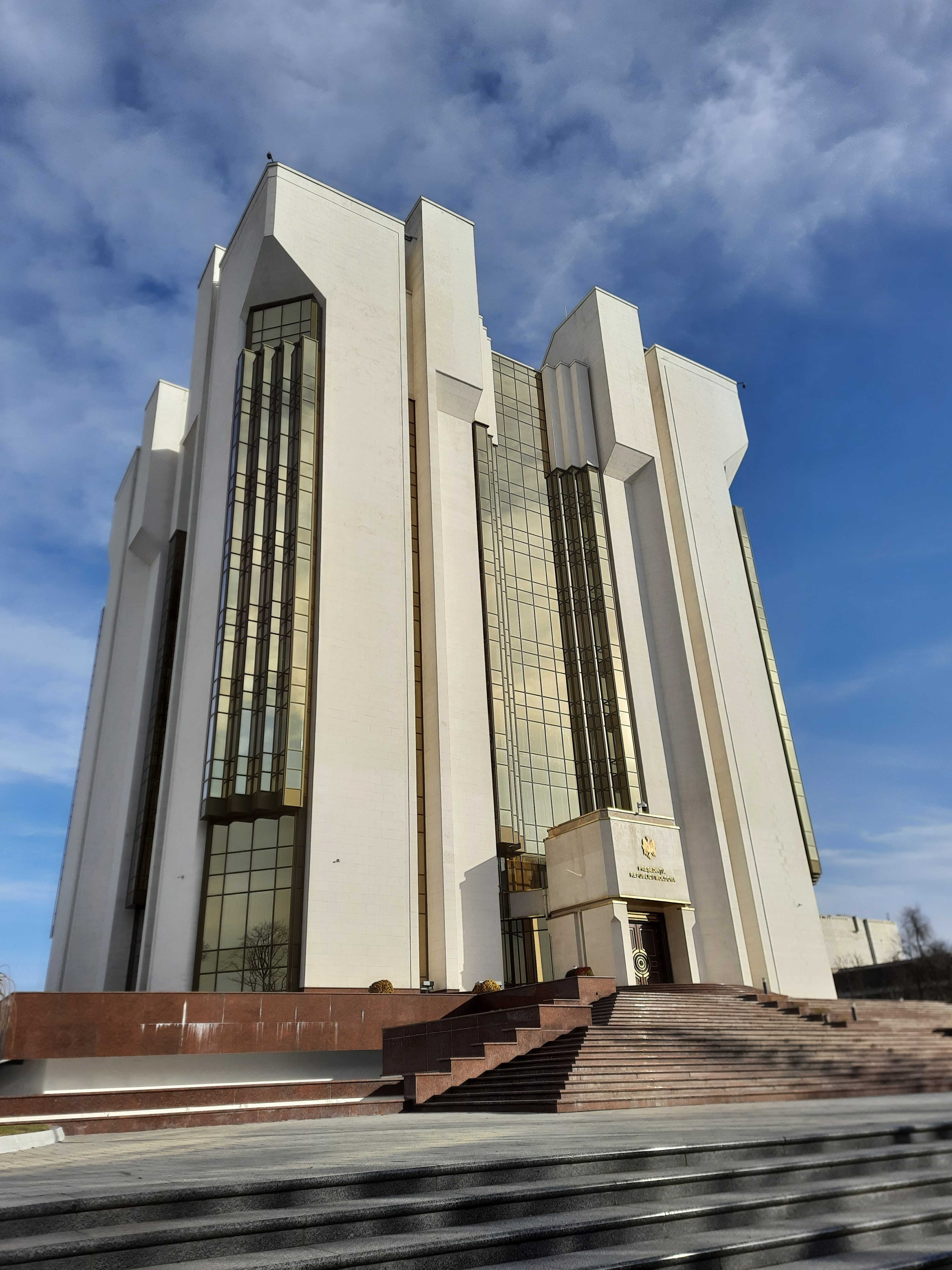
Prezidentský palác

Prezidentský palác se nachází v sektoru Buiucani v Kišiněvě. Byl postaven v letech 1984-1987 podle návrhu architektů A. Zalțmana a V. Iavorského. Výrazná budova byla původně místem zasedání Nejvyššího sovětu Moldavské SSR.